# Чон Джи-хьон
Чон Джи-хьон (Хангъл: 전지현; Ханча: 全智賢; родена Уанг Джи-хьон) е южнокорейска актриса, станала известна с участието си в много продукции, влезли в класацията на най-печелишвите филми в Южна Корея. Освен филмите, Джи-хьон е известно рекламно лице с над 90 реклами зад гърба си, снимани за цяла Източна Азия.
Кариерата на Джи-хьон започва през 1997, когато става модел на списанието „Ecole“. Пробивът си като актриса прави с филма „Моето нахално момиче“, който става много популярен в Източна Азия и продължава с филми като „Крадците“, „Берлинският файл“ и „Политическо убийство“, също както и сериала „Моята любов от звездите“, който става първата и успешна телевизионна продукция.

## Кариера
Преди да стане известна като актриса, Джи-хьон е позната на аудиторията като рекламен модел. Първият ѝ филм „Бяла валентинка“ излиза през 1999 година, но не става успешен. Малко по-късно през същата година снима реклама за Самсунг, което я прави сензация за тийнеджърите и жените в ранните 20-те.
През 2000, Чон играе във „Времето отвъд любовта“. Мелодрамата става по-успешна от предишния ѝ проект, но все още не я затвърждава като актриса на корейското кино.
Филмът, с който пробива озаглавен „Моето нахално момиче“ излиза през 2001 година и разказва за наивния студен Гьон-У и откачената му приятелка, в лицето на Чон Джи-хьон. Филмът става блокбъстър в цяла Азия. Филма става най-успешната корейска комедия на всички времена и се задържа две седмици на първо място за най-гледани филми в Хонг Конг, правейки Чон и една от първите звезди на разрастващата се популярност на корейските сценични изкуства в Азия и главно китайско-говорещата аудитория (Корейската Халю вълна, както ще станат известни след като заливат и останалата част от света години по-късно.). В родната си страна е нареченена „първата любов на нация“ (титла, сега принадлежащта на Сузи от Мис Ей) и в резултат подписва договори за голям брой реклами, които ѝ печелят прозвището „кралица на рекламите“. От наградите „Grand Bell“ печели в категорията „най-добра актриса“.
През 2003 излиза филма психотрилъра „Неканените“ с Джи-хьон в главната роля, който впечатлява критиците на киното, но разочарова феновете. След неуспеха на филма, акрисата отново работи с режисьора на „Моето нахално момиче“ в романтичната комедия „Уиндстрък“. За този филм аудиторията я осъжда, че се преповтаря с „Моето нахално момиче“. Неуспеха на двата поредни проекта започва да си личи, след като започва да снима само реклами. Въпреки това, „Уиндстрък“ пробива в Япония във време, в което „Моето нахално момиче“ не е полулярен филм.
Следващия ѝ проект „Дейзи“ е обещаващ – режисьор е популярния режисьор на Азия Андрю Лау, а заснемането е в Нидерландия; филма разказва за Хье-йонг (Чон Джи-хьон), която прави портрети за 30 евро и Пак И (Чонг У-сонг), наемен убиец, който се влюбва в нея. Въпреки популярността на двамата актьори и бюджет от 10 милиона долара, филмът постига среден успех.
Отново през 2006 година, Чон обявява, че ще направи „скок“ към Холивуд. Заглавието на проекта е „Кръв: Последният вампир“. Филмът е live-action на японсокото аниме. За ролята си, преминава през три месечно усилено обучение. По време на рекламирането на филма, приема „западното“ име Джиана Чон.
През 2008, Джи-хьон основава собствена линия дънки наречени „Gianna by True Religion“ като участва активно в проекта по създаването им – от дизайна до производството им.
За филма „Човекът, който беше Супермен“, Чон отрязва дългата си „копринена“ коса, с която е известна и приема ролята на циничен продуцент на документилани филми, който среща странен герой с униформа на хавайска тениска, който се бори с градската апатия и проповядва добродетелността. За възможността да работи с актьора Хуанг Чонг-мин, Джи-хьон споделя: „Въпреки че късметът сигурно е намесен, мисля, че е съдба актьора да срещне нова работа. От първия ден, в който го срещнах, осъзнах, че мога да науча много от него, не само от актьорските му наложби, но и от личността му“. Филмът не постига голям успех.
През 2009 излиза „Кръв: Последният вампир“ и получава доста критики и от страна на Корея, и от страна на Америка. Кейти Роуз от „Korea times“ пише в статията си, че единственото хубаво нещо от филма е Чон Джи-хьон.
През 2010 участва в английскоговорещата продукцията „Снежно цвете и тайното ветрило“ по романа със същото заглавие на Лиза Сий. Филмът разказва да приятелството на две жени от XIX век, които са лишени от свобода, заради статуса си на жени и строгите кодекси, които е трябвало да спазват жените по това време в Китай. Филмът отново получа ниски ревюта от страна на критиците. По времето на реализирането на филма е снимана от Анни Лейбовиц за американското издание на Vogue, което я прави първата корейка, която е включена в списанието.
Периода от 2012 година до днес е нов за актрисата – статуса ѝ на топ актриса на Южна Корея е утвърден, всичките заснети филми са с комерсиален успех и всичките са в топ 35 на най-високо касовите филми за всички времена в Корея.
През 2012 по кината в Корея се появява заглавието „Крадците“, който разказва за крадци от Корея и Китай, които се обединяват, за да откраднат диамант на стойност 30 милиона долара, който е затворен в специална стая в Макао. Чон Джи-хьон играе ролята на Йеникал, професионален измамник и крадец. Филмът става петият най-касов филм на всички времена в Корея.
Година по-късно в „Берлинският файл“ играе ролята на преводач, омъжена за севернокорейски разузнавателен агент. Филмът печели както и публиката, така и критиката на Корея и Америка. Филмът застава под номер 31 на най-касовите филми в Корея.
Минали са 14 години откакто Джи-хьон за последно е била в телевизията. Джи-хьон прави дълго очакванато си завръщане по телевизията със сериала „Моята любов от звездите“. Играе ролята на Чонг Сонг-и, топ актриса, която се влюбва в извънземно, което е на Земята от 400 години. Главната мъжка роля е играна от Ким Су-хьон, с който си партнира и няколко години по-рано в „Крадците“. Сериалът се превръща в абсолютен хит в Азия. В Корея по време на излъчването поддържа добър рейтинг и създана трендове в модата, грима и дори ресторантите. Джи-хьон получава Десанг, най-високата награда, която може да получи актьор за телевизионно изпълнение в Корея за ролята си на 50-те награди „Пексанг“ и на наградите на телевизия SBS.
През 2015 излиза филма „Политическо убийство“, екшън, чието действие се развива пред 30-те години на ХХ, когато Корея е колония на Япония. Чон играе ролята на снайперист, който заедно с още няколко бойци за свобода се наемат със задачата да убият про-японски корейски магнат, който поробва народа си. Филмът е още един успех за Джи-хьон – става най-касовия филм на Южна Корея за годината и 7-и на всички времена.
От 16 ноември по телевизията SBS се излъчва сериала „Легендата на Синьото море“, с Джи-хьон в главната женска роля и с И Мин-хо в главната мъжка. Чон играе ролята на Шим Чон – русалка, която се опитва да се приспособи в света на хората.

## Личен живот
Повече от 600 гости, включително звезди, близки приятели и семейството на звездата присъстват на сватбата ѝ с Чой Джун-хьок на 13 април 2012. Чой е внук на известния дизайнер на ханбок И Йонг-хе и син на дизайнера И Чонг-у. Първото им дете, момче се ражда на 10 февруари 2016 година. Втория си син ражда на 26 януари 2018 г.

## Филмография

### Филми
| Година | Заглавие                                                            | Роля                 |
| ------ | ------------------------------------------------------------------- | -------------------- |
| 1999   | „Бяла валентика“ („White Valentine“)                                | Чонг-мин             |
| 2000   | „Времето отвъд любовта“ („Il Mare“)                                 | Ън-чо                |
| 2001   | „Моето нахално момиче“ („My Sassy Girl“)                            | Момичето             |
| 2003   | „Неканените“ („The Uninvited“)                                      | Йон                  |
| 2004   | „Уиндстрък“ („Windstruck“)                                          | Йо Кьонг-джин        |
| 2006   | „Дейзи“ („Daisy“)                                                   | Хье-йонг             |
| 2008   | „Човекът, който беше Супермен“ („A Man Who Was Superman“)           | Сонг Со-чонг         |
| 2010   | „Кръв: Последният вампир“ („Blood: The Last Vampire“)               | Сая Отонаши          |
| 2011   | „Снежно цвете и тайното ветрило“ („Snow Flower and the Secret Fan“) | София/Снежното цвете |
| 2012   | „Крадците“ („The Thieves“)                                          | Йеникал              |
| 2013   | „Берлинският файл“ („The Berlin File“)                              | Рьон Чон-хи          |
| 2015   | „Политическо убийство“ („Assassination“)                            | Ан Ок-юн/Мицуко      |

### Сериали
| Година      | Заглавие                                               | Роля         |
| ----------- | ------------------------------------------------------ | ------------ |
| 1997        | „Сезоните на пуберитета“ („The Season of Puberty“)     | Чон Джи-хьон |
| 1998        | „Очаровай сърцето ми“ („Fascinate My Heart“)           | Уанг Га-йонг |
| 2013 – 2014 | „Моята любов от звездите“ („My Love from the Star“)    | Чонг Сонг-и  |
| 2016        | „Легендата на Синьото море“ („Legend of the Blue Sea“) | Шим Чон      |
| 2020        | "Кралство“ („Kingdom“)                                 | А-син        |